# Jazyky Brazílie
Hlavním jazykem Brazílie je portugalština (ovládá ji asi 99% populace). Celkově se v Brazílii mluví cca 210 jazyky (z toho 180 je indiánských).

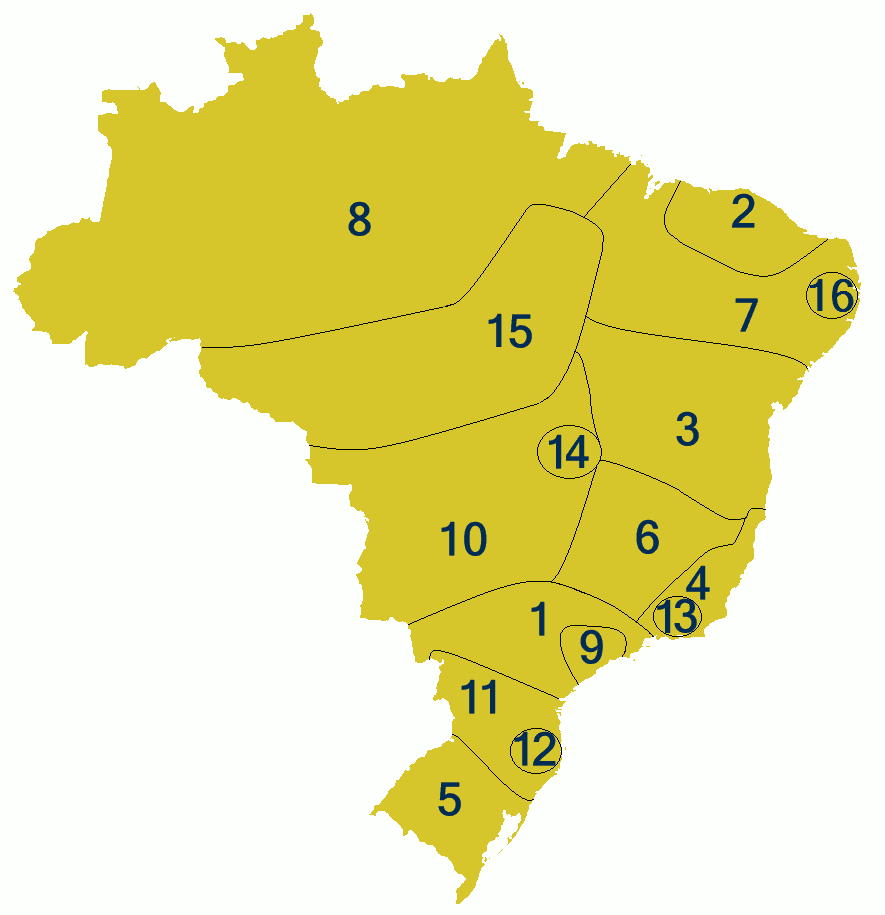
Dialekty brazilské portugalštiny vyznačené na mapě Brazílie:
1 - Caipirský
2 - Severního pobřeží
3 - Bainský
4 - Flumineský *
5 - Gaučský
6 - Mineiro
7 - Severovýchodní
8 - Severní (Amazonský)
9 - Paulistánský **
10 - Sertanejo
11 - Sulista
12 - Florianópolisský
13 - Carioca *
14 - Brasílijský ***
15 - Hornoamazonský
16 - Recifeský
- dialekty města Rio de Janeiro
- dialekt města São Paulo
- dialekt města Brasília

## Jazyky používané v Brazílii
- Portugalština (úřední jazyk, nejčastěji se používá brazilská portugalština)
- Němčina, pochází od německých emigrantů, používá se především na jihu země
  - Východní pomořanština, speciální dialekt němčiny, který se používá hlavně ve státě Espírito Santo
  - Riograndenser Hunsrückisch, další dialekt němčiny používaný v Brazílii
- Italština, pochází od italských emigrantů
  - Taliánský dialekt, brazilský dialekt italštiny
- Španělština (v blízkosti hranic španělsky mluvících zemí)
- Japonština, jazyk japonské menšiny v Brazílii
- Karipúnská kreolština, kreolský jazyk na bázi francouzštiny, ovlivněný jazykem karipúna (palikúr)
  - Lanc-Patuá, mnohem častěji využívaná verze karipúnské kreolštiny, mluví se jí ve státě Amapá
- Cafundó (cupópia), jazyk vycházející z portugalštiny, silně ovlivněn bantuskými jazyky, používá se na jednom z předměstí São Paula
- Macarrônico, portugalsko-italský makaronský jazyk, používá se ve státě São Paulo
- Portuñolština, smíšenina portugalštiny a španělštiny, používá se hlavně na brazilsko-uruguayské hranici
- Znakové jazyky (používají je neslyšící): brazilský znakový jazyk, ka'aporský znakový jazykJazykové rodiny indiánských jazyků používaných v Jižní Americe.

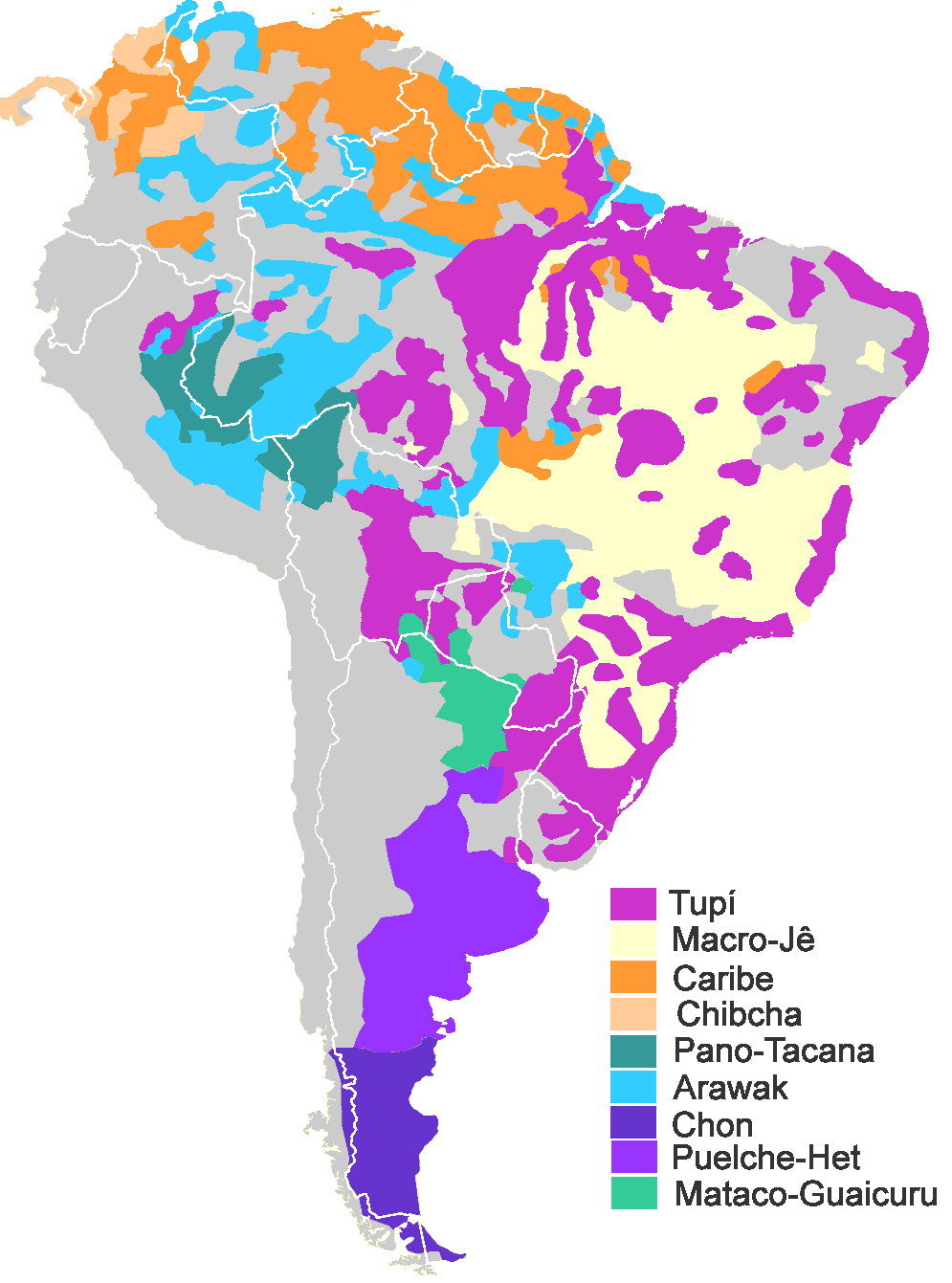
Jazykové rodiny indiánských jazyků používaných v Jižní Americe.

### Indiánské jazyky Brazílie
V Brazílii se používá cca 180 indiánských jazyků, především v Amazonii. Mnoho z nich již vymřelo, nebo má velmi malý počet mluvčích. Seznam indiánských jazyků, které se používají nebo používaly v Brazílii:
- Acroá
- Aikanã
- Akwáwa
- Amanayé
- Amawaka
- Amonap
- Anambé
- Apalaí
- Apinayé
- Arawá
- Araweté
- Aroã
- Aruáshi
- Arutani
- Atorada
- Aurá
- Baena
- Bakairi
- Baniwa
- Barawana
- Bororo
- Cubeo
- Dâw
- Enawene Nawe
- Ewarhuyana
- Guaraní
- Guató
- Guerén
- Hixkaryana
- Huamoé
- Hup
- Ikpeng
- Ingain
- Irantxe
- Jiparanáské gavião
- Jurúna
- Ka'apor
- Kadiweu
- Kagwahiva
- Kaimbé
- Kaingang
- Kaiwá
- Kakwa
- Kamakan
- Kanamarí
- Karajá
- Kari'nja
- Karitiâna
- Kashinawa
- Katawixi
- Kawishana
- Kayapo
- Koeruna
- Koropó
- Krenak
- Kuikuro
- Kuruáya
- Kwaza
- Macushi
- Malalí
- Manao
- Marawan
- Masakara
- Maxakalí
- Mehinaku
- Menien
- Miriti
- Mondé
- Munduruku
- Nadëb
- Nakrehé
- Natú
- Nheengatu
- Ninam
- Ofayé
- Omagua
- Oti
- Otuke
- Palikúr
- Panará
- Pankararú
- Pará Arára
- Paratio
- Paresi
- Pataxó
- Pawishiana
- Rikbatsa
- Salumá
- Sanumá
- Shiriana
- Sikiana
- Suyá
- Šipibo
- Tapirapé
- Tarairiú
- Tariana
- Taruma
- Tenetehara
- Terêna
- Ticuna
- Timbira
- Tiriyó
- Tremembé
- Truká
- Trumai
- Tuxá
- Tuxinawa
- Tuyuca
- Umotína
- Waiká
- Waimajã
- Waimiri-Atroarí
- Waitaká
- Waiwai
- Wakoná
- Wanano
- Wapishana
- Warekena
- Waurá
- Wayampi
- Wayampipukú
- Xakriabá
- Xavante
- Xerénte
- Xeta
- Xipaya
- Xiriâna
- Xocó
- Xukuru
- Yabaâna
- Yaminawa
- Yanomamö
- Ye'kuana
- Yuri
- Zo'é
- Zuruahá

Dříve se také myslelo, že se v Brazílii mluví jazykem kukurá, tato informace se ovšem později ukázala jako hoax.